# Alain Grout de Beaufort
Pour les articles homonymes, voir Grout.
Alain Grout de Beaufort, né à Châtellerault le 3 mai 1918 , mort pour la France, fusillé par les Allemands le 27 juillet 1944, est un compagnon de la Libération, connu dans la Résistance sous les noms de « Léger », « Jac » et « Pair ».

## Biographie
Il grandit dans le château de Kérascouet, en la commune d'Inguiniel, (Morbihan), propriété de la famille Grout de Beaufort.
Officier dans l'aviation au début de la guerre, il rejoint le Maroc après l'Armistice et prend part à des opérations clandestines avec ses frères Jacques et Guy. Ils balisent notamment les côtes pour diriger les bombardements de la Royal Air Force.
Agent du réseau de la Confrérie Notre-Dame du colonel Rémy, il embarque pour l'Angleterre le 17 juin 1942 pour s'engager dans les Forces aériennes françaises libres (FAFL). Il est affecté au Bureau central de renseignements et d'action (BCRA) et y dirige l'organisation des services "Action".
Le 14 avril 1943, il est parachuté en France pour succéder à Paul Schmidt à la tête du Centre d'opérations de parachutages et d'atterrissages (COPA) de la Région R 6 (Puy-de-Dôme, Allier, Cantal, Haute-Loire et sud du Cher).
Il est le cousin du capitaine  FFI Jacques de Beaufort  sauvagement assassiné le 4 aout 1944 à Plouay (Morbihan)  Ce dernier forme avec deux amis, les capitaines Georges Hillion et  André de Neuville  la résistance dans le Morbihan en 1943 sous le commandement du commandant Muller (7 ème Bataillon FFI. 
Chef de la Section atterrissage parachutage (SAP) (qui prend la suite du COPA), il remplit également les fonctions de Délégué militaire régional en R6.
Alain de Beaufort réorganise le Service des opérations aériennes à Paris, comme chef du Bureau des opérations aériennes (BOA) pour la région P (Paris et région parisienne) en 1944.
Il est officier d'opération du BOA pour la Nièvre et l'Yonne, après le débarquement de Normandie, et y créé deux importants réseaux de terrains.
Le 27 juillet 1944, il tombe avec André Rondenay dans une souricière de la Gestapo dans le 16e arrondissement de Paris. Il est blessé par une balle en tentant de s'enfuir. Subissant les interrogatoires et la torture à la prison de Fresnes où il est enfermé, il garde le silence.
Le 15 août 1944, il est amené vers la gare de Pantin en vue de sa déportation, mais un officier de la Gestapo le fait finalement descendre du train, avec notamment André Rondenay, et les conduit dans le bois de Domont où il est fusillé.

## Distinctions
- Chevalier de la Légion d'honneur
- Compagnon de la Libération à titre posthume par décret du 20 Janvier 1946[1]
- Croix de guerre 1939–1945, palme de bronze
- Médaille de la Résistance française avec rosette par décret du 24 avril 1946[2]
- Croix militaire (GB)